# Crocidura lasiura
Crocidura lasiura är en däggdjursart som beskrevs av George Edward Dobson 1890. Crocidura lasiura ingår i släktet Crocidura och familjen näbbmöss. IUCN kategoriserar arten globalt som livskraftig. Inga underarter finns listade i Catalogue of Life.
Arten blir 68 till 104 mm lång (huvud och bål), har en 28 till 47 mm lång svans och 15 till 23 mm långa bakfötter. Den långa och täta pälsen på ovansidan har mörkbrun till svartaktig färg och på undersidan förekommer grå till brungrå päls. Pälsen på den tjocka svansen uppvisar inga större färgskillnader. Andra släktmedlemmar är allmänt mindre och har i förhållande till kroppen en längre svans.
Denna näbbmus förekommer i nordöstra Kina, på Koreahalvön och i angränsande regioner av östra Ryssland. Den lever i lövskogar, i torra gräsmarker, på jordbruksmark och i områden med buskar, till exempel intill vägar.
Crocidura lasiura äter insekter och andra ryggradslösa djur samt några små ryggradsdjur. Mellan maj och oktober kan honor ha tre kullar. De föder 6 till 8 ungar per kull. Individerna lever allmänt inte längre än 15 till 16 månader.